# ماسیندرای
ماسیندرای (به لاتین: Masindray) یک منطقهٔ مسکونی در ماداگاسکار است که در آنتاناناریوو-آوارادرانو واقع شده‌است. ماسیندرای ۷۶ کیلومتر مربع مساحت و ۱۳٬۵۰۵ نفر جمعیت دارد و ۱٬۳۲۸ متر بالاتر از سطح دریا واقع شده‌است.